# 中城街道 (天水市)
中城街道，是中华人民共和国甘肃省天水市秦州区下辖的一个乡镇级行政单位。

## 行政区划
中城街道下辖以下地区：
自治巷社区、重新街社区、伊民巷社区和绿色市场社区。